# كريس هنتر
كريس هنتر هي لاعب هوكي الحقل كندية، ولدت في 27 نوفمبر 1972.